# 립 힐리스
립 힐리스(Rib Hillis, 1970년 11월 21일 ~ )는 미국의 배우, 텔레비전 배우, 모델, 디자이너이다.

## 영화
- 퍼피 위드 러브 (2019년)
- 카운트다운: 쇼크웨이브 (2017년) - 롭 역
- 쥬라기헌터 (2015년)
- 파라노말 인시던트 (2014년)
- 어 혼팅 인 매사추세츠 (2013년) - 톰 역
- 버스데이 케이크 (2013년) - 스티븐 제임스 역
- 피라냐콘다 (2012년)
- 다이노 슈퍼게이터 (2010년)
- 타인의 땅 (2007년)
- 타오스 (2007년)
- 익스트림 메이커오버: 홈 에디션 (2003년) - 본인 역
- 어코딩 투 스펜서 (2001년) - 닉 역
- SOS 해상 구조대 (1989년)